# Айвазовская-Товарная
Не путать с соседней железнодорожной станцией Айвазовская.
Айвазо́вская-Товарная (укр. Айвазовська-Вантажна, в логистических справочниках употребляется название «Айвазовская-экспорт», в Яндекс. Картах — Феодосия-Перевалка-Экспорт, в атласах железных дорог встречается старое название — Разъезд 113 км) — железнодорожная станция Крымской железной дороги. Находится на территории Феодосии.
Старое название было связано с расстоянием от Джанкоя, нынешнее — с пунктом отстоя грузовых вагонов перед их перегонкой на предприятия Феодосии (нефтебаза, Феодосийский порт).

## Пригородные маршруты
На станции останавливаются пригородные поезда следующих маршрутов:
- Феодосия — Владиславовка (4 пары)
- Феодосия — Кировская (2 пары летом, 1 пара зимой)
- Феодосия — Армянск (1 пара)

Остановка поездов дальнего следования по станции не предусмотрена.